# Heeresunterstützungskommando
Das Heeresunterstützungskommando (HUstgKdo) war von 1995 bis 2002 eine höhere Kommandobehörde des deutschen Heeres mit letztem Sitz in Koblenz. Neben dem Heeresamt und dem Heeresführungskommando war das Heeresunterstützungskommando die „dritte Säule“ des Heeres. Der Auftrag des Heeresunterstützungskommandos war die Übernahme von logistischen und sanitätsdienstlichen Aufgaben für das Heer. Es ist damit konzeptionell in etwa vergleichbar bzw. der „Vorgänger“ des späteren Heerestruppenkommandos bzw. der späteren Streitkräftebasis.

## Geschichte
Das Kommando wurde in der Heeresstruktur 5 (N) gemäß Aufstellungsbefehl vom Dezember 1994 zum 1. Januar 1995 in Mönchengladbach in der Niederrhein-Kaserne aufgestellt. Unterstellt wurden bis April 1996:
- Materialamt des Heeres
- Zentrale Militärkraftfahrtstelle
- Logistikbrigade 1
- Logistikbrigade 2
- Logistikbrigade 4
- Sanitätsbrigade 1

Zum 1. Januar 2000 verlegte das Kommando seinen Sitz nach Koblenz, Rhein-Kaserne. Oktober 2001 wechselte die Sanitätsbrigade 1 vom Heeresunterstützungskommando zum Sanitätsführungskommando.
Zum 30. September 2002 wurde das Heeresunterstützungskommando außer Dienst gestellt. Aus Teilen des HUKdo und des Materialamt des Heeres wurde ab dem 1. Oktober 2002 das Logistikzentrum des Heeres in Bad Neuenahr aufgestellt. Zum gleichen Zeitpunkt wechselte die Logistikbrigade 1 zum Heeresführungskommando, die Logistikbrigade 2 wechselte zur Streitkräftebasis (Wehrbereichskommando IV), die Logistikbrigade 4 wurde dem Wehrbereichskommando I unterstellt.
Die Bereiche Materialbedarfs- und -bestandsdisposition der 3 Logistikbrigaden sowie des Materialamts wurden im neu aufgestellten Logistikzentrum der Bundeswehr zusammengefasst. Noch verbliebene Aufgaben im Bereich Rüstung wurden dem Heeresamt übertragen.

## Verbandsabzeichen
Das Verbandsabzeichen gleicht dem des Heeresamtes bis auf den blauen Wappenschild. Der blaue Wappenschild steht für die Farbe der logistischen Truppe und der Sanitätstruppe, die im Kommando organisiert sind. Die gekreuzten Schwerter sind das Zeichen für die Teilstreitkraft Heer. Die Umrandung mit der silbernen Kordel mit eingeflochtenem schwarzen Rahmen entspricht der Umrandung aller Divisionsverbandsabzeichen sowie des Heeresamtes.

## Organisation
Die Kommandobehörde unterstand dem Inspekteur des Heeres. Neben dem Stab war das Kommando in drei Abteilungen und eine Gruppe gegliedert:
- Abteilung I Logistik: Planung und Steuerung der Logistik des Heeres, insbesondere Einsatzvorbereitung und Einsatzunterstützung
- Abteilung II Rüstung / Nutzung: Rüstungsplanung und -durchführung, internationale Rüstungszusammenarbeit sowie Nutzung von Wehrmaterial
- Abteilung III Sanitätsdienst des Heeres:  Ihr oblag die fachdienstliche Führung des Sanitätsdienstes des Heeres sowie die Weiterentwicklung der Sanitätstruppe und des Truppensanitätsdienstes des Heeres. Die Abteilung wurde vom Generalarzt des Heeres geleitet.
- Gruppe Schutzaufgaben: teilstreitkräfteübergreifend verantwortlich für Fragen des Umwelt-, Brand- und Strahlenschutzes sowie Lagerung und Transport gefährlicher Güter.

## Kommandeure
Kommandeur
- Generalmajor Norbert Majewski (1. Januar 1995 – 30. September 1997)
- Generalmajor Rainer Fell (1. Oktober 1997 – 31. März 2003)

Stellvertretender Kommandeur und Chef des Stabes
- Brigadegeneral Klaus Olshausen (1. Januar 1995 – 30. September 1995)
- Brigadegeneral Bernd Vohland (1. Oktober 1995 – 31. Dezember 2000)
- Brigadegeneral Gertmann Sude (1. Januar 2001 – 31. März 2003)